# Museo de Historia de Arévalo

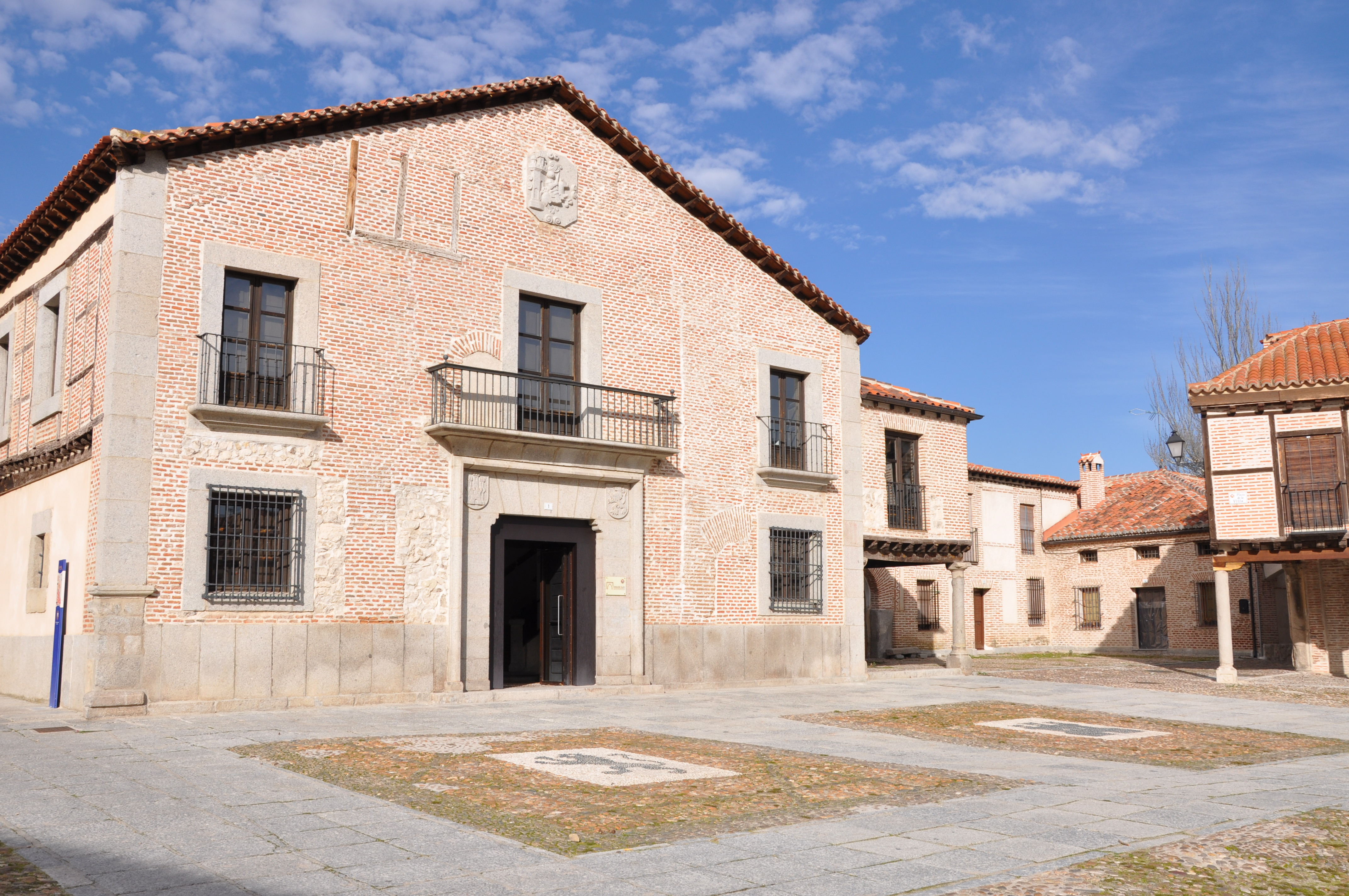
Museo de Historia de Arévalo

Das Historische Museum von Arévalo ist ein stadtgeschichtliches Museum in Arévalo, einer Kleinstadt in der spanischen Provinz Ávila der Autonomen Region Castilla y León.

## Sammlung
Das in einem spätmittelalterlichen Verwaltungs- und Lagergebäude (Casa de los Sexmos) mitten in der Stadt untergebrachte Museum präsentiert rund hundert Exponate, darunter archäologische Objekte aus der Kupferzeit, dem Römischen Reich, dem Mittelalter bis hin zu modernen und zeitgenössischen Objekten.
Bedeutende historische Gebäude der Stadt, wie der ehemalige königliche Palacio Sedeño werden als Modell gezeigt.
Das Museum unterhält seit 2005 eine Partnerschaft zu Autun (Frankreich), auch von dort stammen einige Exponate.